# Équipe de république d'Irlande de football au Championnat d'Europe 1988
L'équipe de république d'Irlande de football participe à sa 1er phase finale de championnat d'Europe lors de l'édition 1988 qui se tient en Allemagne de l'Ouest du 10 juin 1988 au 25 juin 1988. Les Irlandais sont éliminés au premier tour en terminant troisièmes de leur groupe.

## Phase qualificative
La phase qualificative est composée de quatre groupes de cinq nations et trois groupes de quatre nations. Les sept vainqueurs de poule se qualifient pour l'Euro 1988 et ils accompagnent la RFA, qualifiée d'office en tant que pays organisateur. L'Irlande remporte le groupe 7.
| Rang | Équipe               | Pts | J | G | N | P | Bp | Bc | Diff |  | Résultats (▼ dom., ► ext.) |     |     |     |     |     |
| ---- | -------------------- | --- | - | - | - | - | -- | -- | ---- |  | -------------------------- | --- | --- | --- | --- | --- |
| 1    | République d'Irlande | 11  | 8 | 4 | 3 | 1 | 10 | 5  | +5   |  | République d'Irlande       |     | 2-0 | 0-0 | 0-0 | 2-1 |
| 2    | Bulgarie             | 10  | 8 | 4 | 2 | 2 | 12 | 6  | +6   |  | Bulgarie                   | 2-1 |     | 2-0 | 0-1 | 3-0 |
| 3    | Belgique             | 9   | 8 | 3 | 3 | 2 | 16 | 8  | +8   |  | Belgique                   | 2-2 | 1-1 |     | 4-1 | 3-0 |
| 4    | Écosse               | 9   | 8 | 3 | 3 | 2 | 7  | 5  | +2   |  | Écosse                     | 0-1 | 0-0 | 2-0 |     | 3-0 |
| 5    | Luxembourg           | 1   | 8 | 0 | 1 | 7 | 2  | 23 | -21  |  | Luxembourg                 | 0-2 | 1-4 | 0-6 | 0-0 |     |

## Phase finale

### Groupe 2
| Groupe 2 |                      |     |   |   |   |   |    |    |      |
|          | Équipe               | Pts | J | G | N | P | BP | BC | Diff |
| 1        | Union soviétique     | 5   | 3 | 2 | 1 | 0 | 5  | 2  | +3   |
| 2        | Pays-Bas             | 4   | 3 | 2 | 0 | 1 | 4  | 2  | +2   |
| 3        | République d'Irlande | 4   | 3 | 1 | 1 | 1 | 2  | 2  | 0    |
| 4        | Angleterre           | 0   | 3 | 0 | 0 | 3 | 2  | 7  | -5   |

| 12 juin | Angleterre           | 0 | 1 | République d'Irlande |
| 12 juin | Pays-Bas             | 0 | 1 | Union soviétique     |
| 15 juin | Angleterre           | 1 | 3 | Pays-Bas             |
| 15 juin | République d'Irlande | 1 | 1 | Union soviétique     |
| 18 juin | Angleterre           | 1 | 3 | Union soviétique     |
| 18 juin | République d'Irlande | 0 | 1 | Pays-Bas             |

| 12 juin 1988                      | Angleterre | 0 – 1 | République d'Irlande | Neckarstadion, Stuttgart                            |                                                     |
| 15:30 · Historique des rencontres |            |       | Houghton 6e          | Spectateurs : 51 573 Arbitrage : Siegfried Kirschen | Spectateurs : 51 573 Arbitrage : Siegfried Kirschen |
| 15:30 · Historique des rencontres | (Rapport)  |       |                      | Spectateurs : 51 573 Arbitrage : Siegfried Kirschen | Spectateurs : 51 573 Arbitrage : Siegfried Kirschen |

| 15 juin 1988                      | République d'Irlande | 1 – 1 | Union soviétique | Niedersachsenstadion, Hanovre                           |                                                         |
| 20:15 · Historique des rencontres | Whelan 38e           |       | Protasov 74e     | Spectateurs : 38 308 Arbitrage : Emilio Soriano Aladrén | Spectateurs : 38 308 Arbitrage : Emilio Soriano Aladrén |
| 20:15 · Historique des rencontres | (Rapport)            |       |                  | Spectateurs : 38 308 Arbitrage : Emilio Soriano Aladrén | Spectateurs : 38 308 Arbitrage : Emilio Soriano Aladrén |

| 18 juin 1988                      | République d'Irlande | 0 – 1 | Pays-Bas  | Parkstadion, Gelsenkirchen                       |                                                  |
| 15:30 · Historique des rencontres |                      |       | Kieft 82e | Spectateurs : 70 800 Arbitrage : Horst Brummeier | Spectateurs : 70 800 Arbitrage : Horst Brummeier |
| 15:30 · Historique des rencontres | (Rapport)            |       |           | Spectateurs : 70 800 Arbitrage : Horst Brummeier | Spectateurs : 70 800 Arbitrage : Horst Brummeier |

## Effectif
Sélectionneur : Jack Charlton
| No. | Pos.      | Joueur          | Date de naissance et âge | Sélec. | Club                |
| --- | --------- | --------------- | ------------------------ | ------ | ------------------- |
| 1   | Gardien   | Pat Bonner      | 24 mai 1960              | 23     | Celtic Glasgow      |
| 2   | Défenseur | Chris Morris    | 24 décembre 1963         | 5      | Celtic Glasgow      |
| 3   | Défenseur | Chris Hughton   | 11 décembre 1958         | 36     | Tottenham           |
| 4   | Défenseur | Mick McCarthy   | 7 février 1959           | 27     | Celtic Glasgow      |
| 5   | Défenseur | Kevin Moran     | 29 avril 1956            | 36     | Manchester United   |
| 6   | Milieu    | Ronnie Whelan   | 25 septembre 1961        | 26     | Liverpool           |
| 7   | Milieu    | Paul McGrath    | 4 décembre 1959          | 23     | Manchester United   |
| 8   | Milieu    | Ray Houghton    | 9 janvier 1962           | 15     | Liverpool           |
| 9   | Attaquant | John Aldridge   | 18 septembre 1958        | 15     | Liverpool           |
| 10  | Attaquant | Frank Stapleton | 10 juillet 1956          | 63     | Derby County        |
| 11  | Milieu    | Tony Galvin     | 12 juillet 1956          | 24     | Sheffield Wednesday |
| 12  | Attaquant | Tony Cascarino  | 1er septembre 1962       | 5      | Millwall            |
| 13  | Milieu    | Liam O'Brien    | 5 septembre 1964         | 6      | Manchester United   |
| 14  | Attaquant | David Kelly     | 25 novembre 1965         | 3      | Walsall             |
| 15  | Milieu    | Kevin Sheedy    | 21 octobre 1959          | 13     | Everton             |
| 16  | Gardien   | Gerry Peyton    | 20 mai 1956              | 24     | AFC Bournemouth     |
| 17  | Attaquant | John Byrne      | 1er février 1961         | 14     | Le Havre AC         |
| 18  | Attaquant | John Sheridan   | 1er octobre 1964         | 4      | Leeds United        |
| 19  | Défenseur | John Anderson   | 7 octobre 1959           | 15     | Newcastle United    |
| 20  | Attaquant | Niall Quinn     | 6 octobre 1966           | 9      | Arsenal             |

## Navigation